# Memorial Cup 2002
Der Memorial Cup 2002 war die 84. Ausgabe des gleichnamigen Turniers. Teilnehmende Mannschaften waren als Meister ihrer jeweiligen Ligen die Erie Otters (Ontario Hockey League), die Victoriaville Tigres (Québec Major Junior Hockey League), die Kootenay Ice (Western Hockey League) sowie die als Gastgeber automatisch qualifizierten Guelph Storm aus der Ontario Hockey League. Das Turnier fand vom 18. bis 26. Mai  in Guelph, Ontario statt.
Die Kootenay Ice gewannen durch einen Finalsieg gegen die Victoriaville Tigres ihren ersten Memorial Cup.

## Ergebnisse

### Gruppenphase
| 18. Mai 2002 | Guelph Storm | 5:1 | Victoriaville Tigres | Guelph, Ontario |

| 19. Mai 2002 | Kootenay Ice | 3:0 | Erie Otters | Guelph, Ontario |

| 20. Mai 2002 | Kootenay Ice | 4:3 | Guelph Storm | Guelph, Ontario |

| 21. Mai 2002 | Erie Otters | 5:1 | Victoriaville Tigres | Guelph, Ontario |

| 22. Mai 2002 | Victoriaville Tigres | 3:2 | Kootenay Ice | Guelph, Ontario |

| 23. Mai 2002 | Erie Otters | 4:0 | Guelph Storm | Guelph, Ontario |

#### Abschlusstabelle
| Pl. |                                                                     | Sp. | S | N | Pkt. | Tore  | Diff. |
| 1.  | Kootenay Ice (Western Hockey League)                                | 3   | 2 | 1 | 4    | 09:06 | +3    |
| 2.  | Erie Otters (Ontario Hockey League)                                 | 3   | 2 | 1 | 4    | 09:04 | +5    |
| 3.  | Guelph Storm (Ontario Hockey League, Gastgeber)                     | 3   | 1 | 2 | 2    | 08:09 | −1    |
| 4.  | Victoriaville Tigres (Gastgeber, Québec Major Junior Hockey League) | 3   | 1 | 2 | 2    | 05:12 | −7    |

Abkürzungen: Pl. = Platz, Sp. = Spiele, S = Siege, N = Niederlagen, Pkt. = Punkte, Diff. = Tordifferenz

Erläuterungen: Qualifiziert für das Finale, Qualifiziert für das Halbfinale, Qualifikationsspiel um den zweiten Halbfinal-Platz

### Qualifikationsspiel
| 24. Mai 2002 | Victoriaville Tigres | 4:3 | Guelph Storm | Guelph, Ontario |

### Halbfinale
| 25. Mai 2002 | Victoriaville Tigres | 5:4 n. V. | Erie Otters | Guelph, Ontario |

### Finale
| 26. Mai 2002 | Kootenay Ice | 6:3 | Victoriaville Tigres | Guelph, Ontario |

## Spieler

### Memorial-Cup-Sieger
| Memorial-Cup-Sieger Kootenay Ice | Igor Agarunov, Bryan Bridges, B. J. Boxma, Nigel Dawes, Gerard Dicaire, Brennan Evans, Cole Fischer, Curtis Fransoo, Travis Featherstone, Richard Hamula, Chris LaValley, Dale Mahovsky, Steve Makway, Duncan Milroy, Shaun Norrie, Tomáš Plíhal, Kyle Sheen, Colin Sinclair, Jarret Stoll, Marek Svatoš, Adam Taylor, Andy Thompson, Craig Weller Cheftrainer: Ryan McGill General Manager: Jeff Chynoweth |

### Beste Scorer
Abkürzungen: GP = Spiele, G = Tore, A = Assists, Pts = Punkte, PIM = Strafminuten
| Spieler          | Team          | GP | G | A | Pts | PIM |
| ---------------- | ------------- | -- | - | - | --- | --- |
| Matthew Lombardi | Victoriaville | 6  | 2 | 7 | 9   | 4   |
| Cory Pecker      | Erie          | 4  | 4 | 3 | 7   | 8   |
| Danny Groulx     | Victoriaville | 6  | 2 | 5 | 7   | 10  |
| Carl Mallette    | Victoriaville | 6  | 5 | 1 | 6   | 8   |
| Colin Sinclair   | Kootenay      | 4  | 4 | 2 | 6   | 0   |
| Kevin Dallman    | Guelph        | 4  | 1 | 5 | 6   | 8   |

### Beste Torhüter
Abkürzungen: GP = Spiele, W = Siege, L = Niederlagen, GA = Gegentore, SO = Shutouts, GAA = Gegentorschnitt, Sv% = gehaltene Schüsse (in %), SO = Shutouts, TOI = Eiszeit (in Minuten)
| Spieler         | Team          | GP | W | L | GA | GAA  | Sv%  | SO | TOI    |
| --------------- | ------------- | -- | - | - | -- | ---- | ---- | -- | ------ |
| T. J. Aceti     | Erie          | 4  | 2 | 1 | 8  | 1,91 | 94,3 | 1  | 251:00 |
| Daniel Bosclair | Victoriaville | 6  | 3 | 3 | 23 | 4,20 | 89,3 | 0  | 328:00 |

### Auszeichnungen

#### Spielertrophäen
| Auszeichnung                                           | Spieler          | Team                 |
| ------------------------------------------------------ | ---------------- | -------------------- |
| Stafford Smythe Memorial Trophy (Wertvollster Spieler) | Danny Groulx     | Victoriaville Tigres |
| Ed Chynoweth Trophy (Bester Scorer)                    | Matthew Lombardi | Victoriaville Tigres |
| George Parsons Trophy (Fairster Spieler)               | Tomáš Plíhal     | Kootenay Ice         |
| Hap Emms Memorial Trophy (Bester Torhüter)             | T. J. Aceti      | Erie Otters          |

#### All-Star-Team
| Angriff:      | Matthew Lombardi – Colin Sinclair – Cory Pecker |
| Verteidigung: | Danny Groulx – Kevin Dallman                    |
| Tor:          | T. J. Aceti                                     |